# 道林寺
道林寺（どうりんじ）は、岡山県岡山市北区御津中山にある日蓮宗の寺院。山号は臥龍山。旧本山は京都妙覚寺、生師法縁。

## 歴史
松田元泰が大覚妙実を招いて臥龍山の金川玉松城に建立した仏堂が起源である。暦応3年（1340年）、松田元方の法号に因んで恭愍院道林寺と改称した。永禄11年（1568年）に松田元賢が宇喜多直家の攻略にあい金川玉松城が落城した際、焼失する。天正17年（1589年）、宇喜多秀家に請い現在地に移転し再建された。

## 境内
- 本堂

## 歴代
- 大覚妙実

## 関連資料
- 『日本歴史地名大系』平凡社
- 『大覚大僧正 上』川上書房（1916年）
- 『備前中山道林寺略縁記』臥竜山道林寺（1938年）※日泰による嘉永7年（1854年）本の謄写版